# Arum alpinariae
Arum alpinariae är en kallaväxtart som först beskrevs av Alpinar och Robert Reid Mill, och fick sitt nu gällande namn av Peter Charles Boyce. Arum alpinariae ingår i Munkhättesläktet och i familjen kallaväxter. Inga underarter finns listade.